# Desfiladero de Los Beyos
El desfiladero o garganta de Los Beyos es un largo desfiladero del norte de España localizado en la cordillera Cantábrica, que pertenece a los concejos de Amieva y Ponga en el Principado de Asturias, y al municipio de Oseja de Sajambre en la provincia de León, España. El Desfiladero de los Beyos, erosionado por el río Sella, recorre el macizo cantábrico dentro del macizo asturiano y tiene una longitud de unos 20 km, de los que los 11 km que discurren entre Ceneya y Cobarcil (Provincia de León)  se corresponden al desfiladero propiamente dicho.
Etimológicamente la palabra proviene de «beyu», denominación local que describe las hoces, desfiladeros y gargantas.
Siguiendo el curso natural del río Sella desde su nacimiento en el valle de Sajambre, el desfiladero de Los Beyos se inicia en el término municipal de Oseja de Sajambre y, en concreto, en el lugar de Covarcil para continuar a lo largo de 5 km hasta encontrarse con la divisoria provincial en el puente Angoyo y adentrarse después en los concejos asturianos de Ponga y Amieva. En los 11 km más al sur del recorrido se impone la verticalidad de las peñas, con unas paredes cerradas que apenas dejan un pequeño espacio por el que discurre el río y la sinuosa carretera N-625.
Viajando aguas abajo, de sur a norte, el primer tramo se sitúa entre Cobarcil y el puente Angoyo, en el que destacan las formaciones rocosas de El Frailón y Les Monxines (localmente, pica la Plana y los Cuatro Picos); sigue después hacia La Huera o Güera y Vidosa, en donde destaca la cascada de Aguasalió; el último tramo se extiende entre puente Vidosa y Ceneya, en el que destacan los desplomes denominados del Carriá y el pre-cornión.

## Historia
Desde hace casi 400 años se conoce la existencia de un camino peatonal que atravesaba este agreste desfiladero. En el año 1665, Pedro Díaz de Oseja, Arcediano de Villaviciosa en la Iglesia de Oviedo, destinó parte de su fortuna para rehacer dicho camino, de lo que se encargaron los vecinos del actual municipio de Oseja de Sajambre, en varias etapas que se extendieron a lo largo de la segunda mitad del siglo XVII y primer tercio del siglo XVIII.
En el año 1708, las obras se hallaban a falta de la reconstrucción de uno de los puentes de madera que la senda poseyó y que, según una descripción de 1829, eran elevadísimas vigas atravesadas de un lado al otro. El Camino del Beyo, que es como aparece nombrado en los documentos antiguos, fue transitado por hombres y ganados hasta la construcción de la carretera de Sahagún a Las Arriondas a finales del siglo XIX.

## Geopolitíca

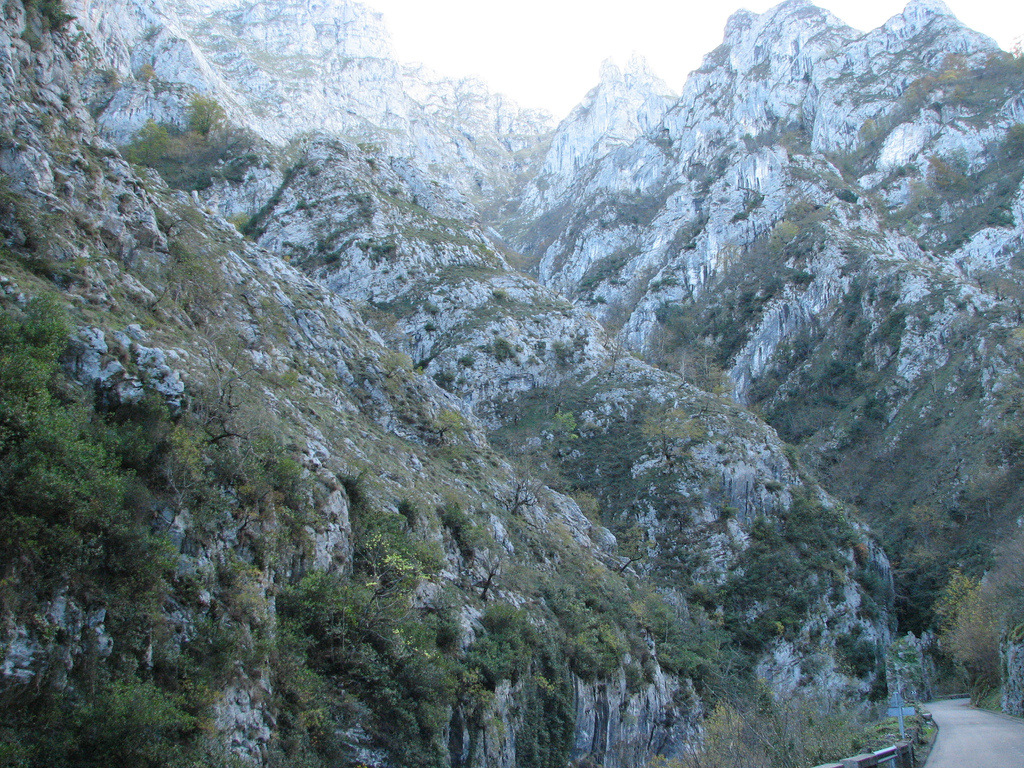
Otra vista del desfiladero.

El desfiladero de los Beyos,  a pesar de ser una unidad geográfica, pertenece administrativamente a tres municipios: Sajambre (León), y Ponga y Amieva (Asturias). Económica y comercialmente depende de Cangas de Onís y Oseja de Sajambre
Esta paradoja se debe al cambio que originó la carretera construida a finales del siglo XIX. Esa carretera cambío radicalmente la forma de relacionarse. Antes de la carretera las relaciones eran por los puertos. El desfiladero era impracticable en esa época, y por eso se repartía según quién tuviese mejor acceso:
- desde Precendi a Cobarcil, el acceso era por Amieva;
- desde Cobarcil, un poco más arriba de la Huera, el acceso es desde  Ponga y el bosque de Peloño;
- y a partir de aquí, desde Sajambre.

### Descripción
Aunque es discutible, se suele identificar su inicio a partir de la confluencia del río Ponga con el río Sella. En ese punto el valle del río Sella comienza un estrechamiento entre calizas, que no se abrírá hasta 20 km más arriba, en Cobarcil, ya en tierras de León, donde cambia la geología, produciéndose aquí un valle más amplio, cerrado por su fondo, formando una especie de saco: Sajambre. El desfiladero, en dirección aguas arriba, tiene los siguientes tramos:
- entre Precendi-Santillán y Ceneya el valle es ancho gracias a las fallas transversales por las que descienden ríos, regatos y corrientes de agua laterales. En Santillán al Sella se une el río de Ponga, en una falla que se continua hacia el picu Pierzu, creando espacio para Cien, Vega de Cien y Argolibio y Campurriondi (=Campu Riondi).
- al sur de Ceneya comienza el desfiladero propiamente dicho.
- en Vidosa (surgencia de Aqua Saliu, procedente de un valle superior perteneciente a Amieva) se vuelve a abrir, con el río Gustia que viene de Viego. Próximo está el puente Pombayón  (=Puente de los Beyos), que fue fundamental en la comunicación de Amieva con San Juan de Beleño, Arcenorio y la región de la Uña. Es por eso que Ponga se extiende aquí por medio de la parroquia de San Ignacio a la margen derecha del Sella hasta las altura de Baenu (Amieva).
- el desfiladero ya no se abrirá más, ni siquiera en la Huera, donde le llega el río de Casielles, procedente de Peloño.
- en Cobarcil, ya cerca de Ribota, el valle por fin se abre, la tierra cambia, la carretera se empina, el clima varía y cambia el paisaje.